# 전국교원양성대학교총장협의회
전국교원양성대학교총장협의회(全國 郊原 養成 大學校 總長 協議會)는 대한민국의 국립 초등교원 양성 기관의 협의체이다. 교육대학간 친목 도모와 협력 및 교류가 목적인 협의체이며, 총회 등을 통해 교육대학 뿐만 아니라 국·공립 대학 현안에 대해 의논한다.

## 설립 근거
- 고등교육법 제10조[2]

## 소속 대학
대한민국의 초등교원 양성기관은 13개가 존재하지만, 전국교원양성대학교총장협의회는 국립 교육 기관만 소속되어 있는 관계로 이화여자대학교 총장은 협의체에 가입되어 있지 않다. 한국교원대학교와 제주대학교는 단과대학 형태로 교육대학이 존재하지만, 교육대학 학장이 참여하는 것이 아닌, 총장이 협의체에 참여하고 있다.
| 교명           | 설립                    | 위치      | 학부   | 대학원 | 교원  | 표어                                                                | 비고  |
| -------------- | ----------------------- | --------- | ------ | ------ | ----- | ------------------------------------------------------------------- | ----- |
| 서울교육대학교 | 1946 공립경기사범학교   | 서울 서초 | 1,546  | 1,376  | 116   | 내 힘으로 한 마음으로                                               | [ 3 ] |
| 부산교육대학교 | 1946 공립부산사범학교   | 부산 연제 | 1,589  | 1,056  | 261   | 참된 교육 영어: True Education                                      | [ 4 ] |
| 대구교육대학교 | 1950 공립대구사범학교   | 대구 남구 | 1,687  | 282    | 1,097 | 진리를 탐구하는 지성인                                              | [ 4 ] |
| 경인교육대학교 | 1946 공립개성사범대학   | 인천 계양 | 2,711  | 1,546  | 200   | 큰 힘, 큰 사랑, 큰 빛                                               | [ 3 ] |
| 광주교육대학교 | 1923 공립광주사범학교   | 광주 북구 | 1,337  | 546    | 252   | 우리는 眞理를 탐구하고, 正義롭게 행동하며 자랑스런 스승의 길을 간다 | [ 5 ] |
| 춘천교육대학교 | 1939 공립춘천사범학교   | 강원 춘천 | 1,424  | 517    | 165   | 남다른 꿈이 있는 대학, 세계를 향한 대학                             | [ 4 ] |
| 청주교육대학교 | 1941 공립청주사범학교   | 충북 청주 | 1,225  | 484    | 174   | 배움과 나눔 실천을 통해 성장하는 교육 공동체                        | [ 4 ] |
| 공주교육대학교 | 1938 공주여자사범대학   | 충남 공주 | 1,434  | 718    | 208   | 교육의 꿈을 펼치고 이를 실현하는 대학 공동체                        | [ 5 ] |
| 전주교육대학교 | 1936 공립전주사범학교   | 전북 전주 | 1,217  | 194    | 200   | 교육대학 교육을 선도하는 대학                                       | [ 3 ] |
| 진주교육대학교 | 1940 공립진주사범학교   | 경남 진주 | 1,384  | 201    | 451   | 성실, 창의, 봉사                                                    | [ 4 ] |
| 제주대학교     | 1952 제주초급대학       | 제주 제주 | 13,492 | 2,209  | 1,609 | 기본에 충실한 대학, 미래를 준비하는 대학                            | [ 5 ] |
| 한국교원대학교 | 1984 국립한국교원대학교 | 충북 청주 | 2,405  | 3,393  | 543   | Teacher of Teachers                                                 | [ 4 ] |

## 특징
- 제주대학교와 한국교원대학교 총장(장관급 예우)을 제외한 학교의 총장은 차관급 예우를 받는다.
- 서울교육대학교와 부산교육대학교, 대구교육대학교, 광주교육대학교는 소재지 광역자치단체 명칭을 사용한다. 경인교육대학교의 경우, 본래 인천교육대학교였으나, 경기도에 캠퍼스를 신설하며 교명을 지금과 같이 변경하였다.
- 본래 제주교육대학교가 참가했지만, 학교가 제주대학교에 통합되면서, 제주대학교 총장이 협의회에 참여하고 있다.

## 사진

서울교육대학교
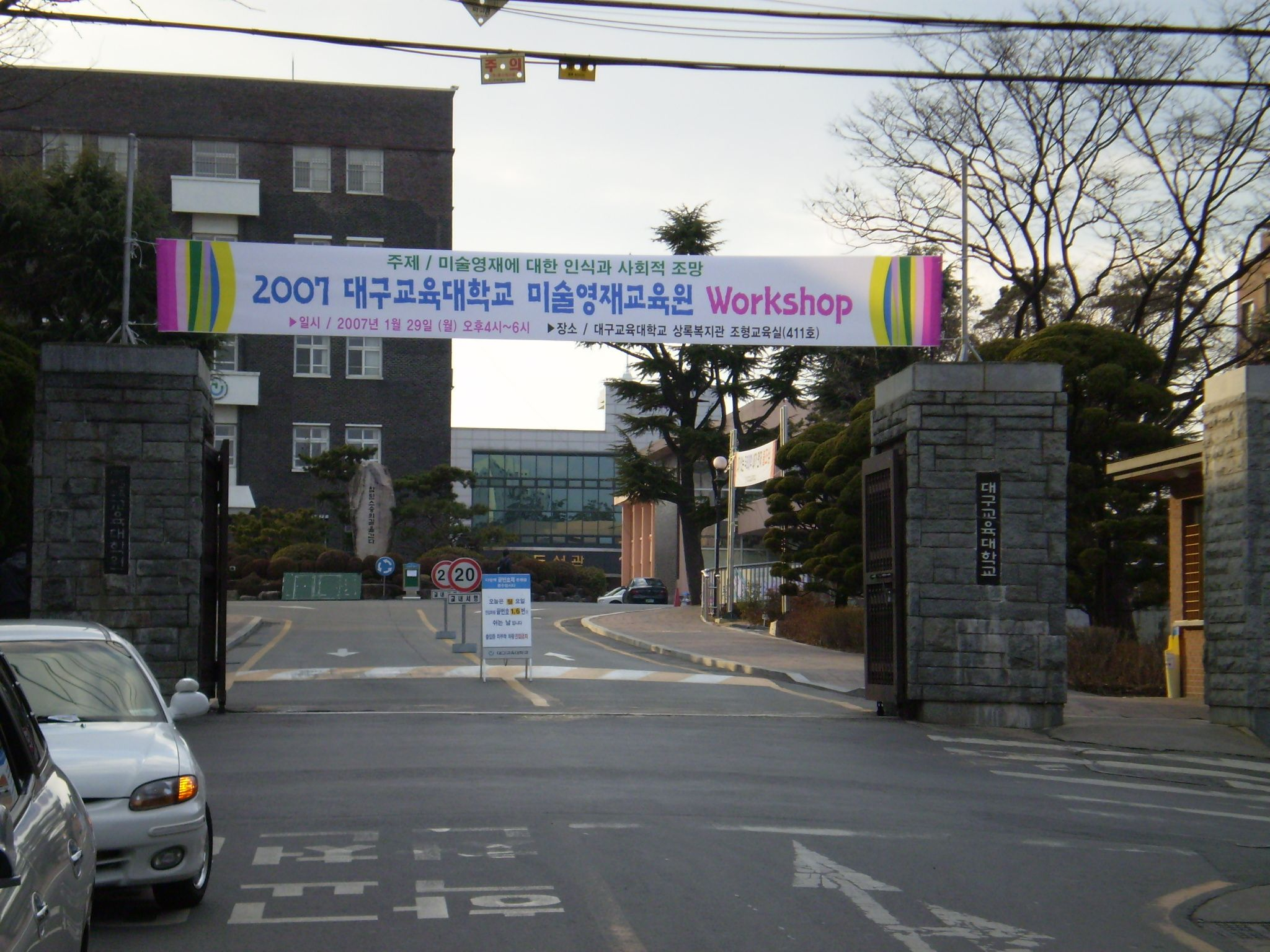
대구교육대학교
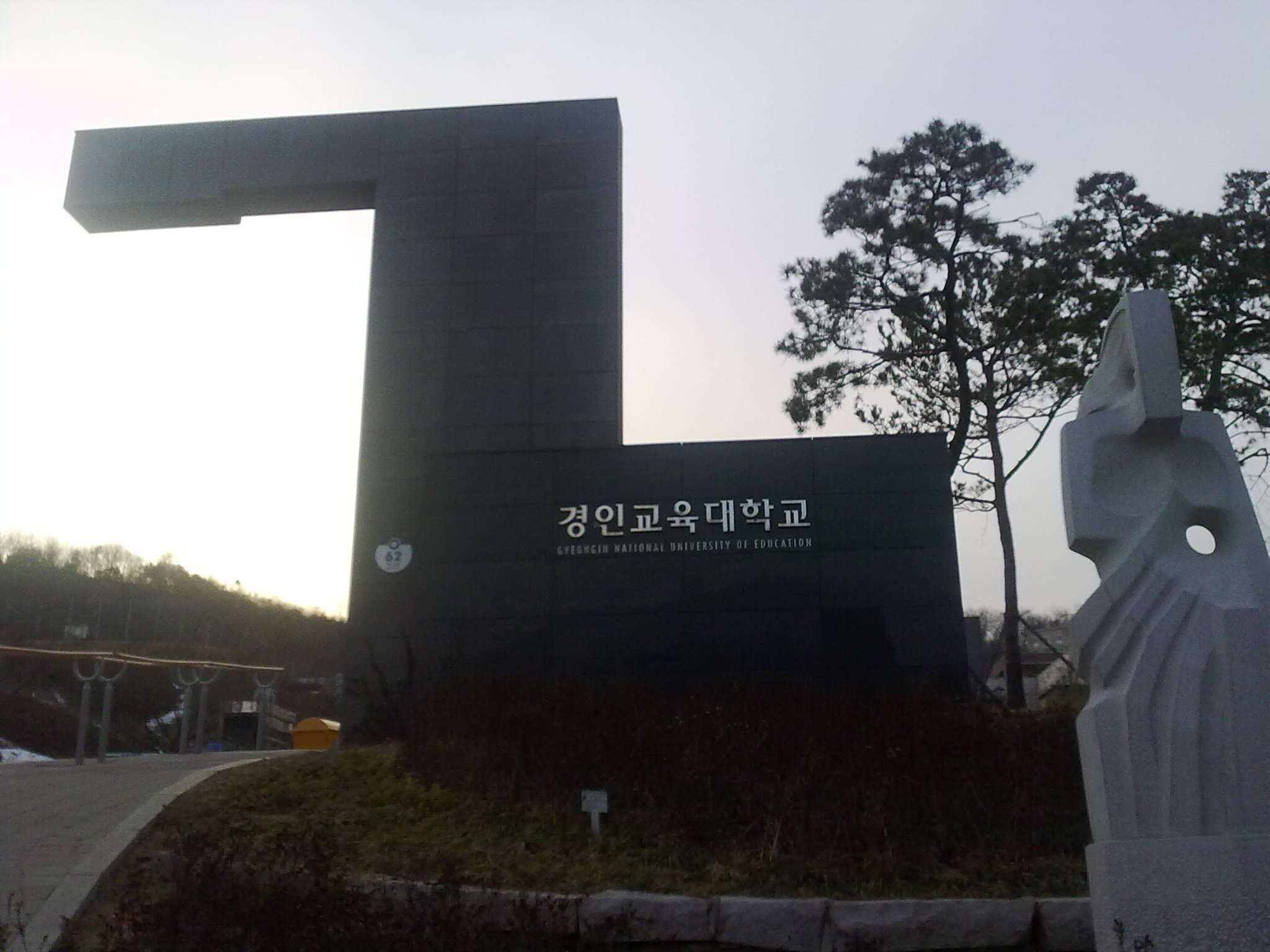
경인교육대학교
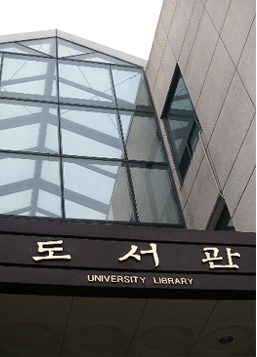
광주교육대학교
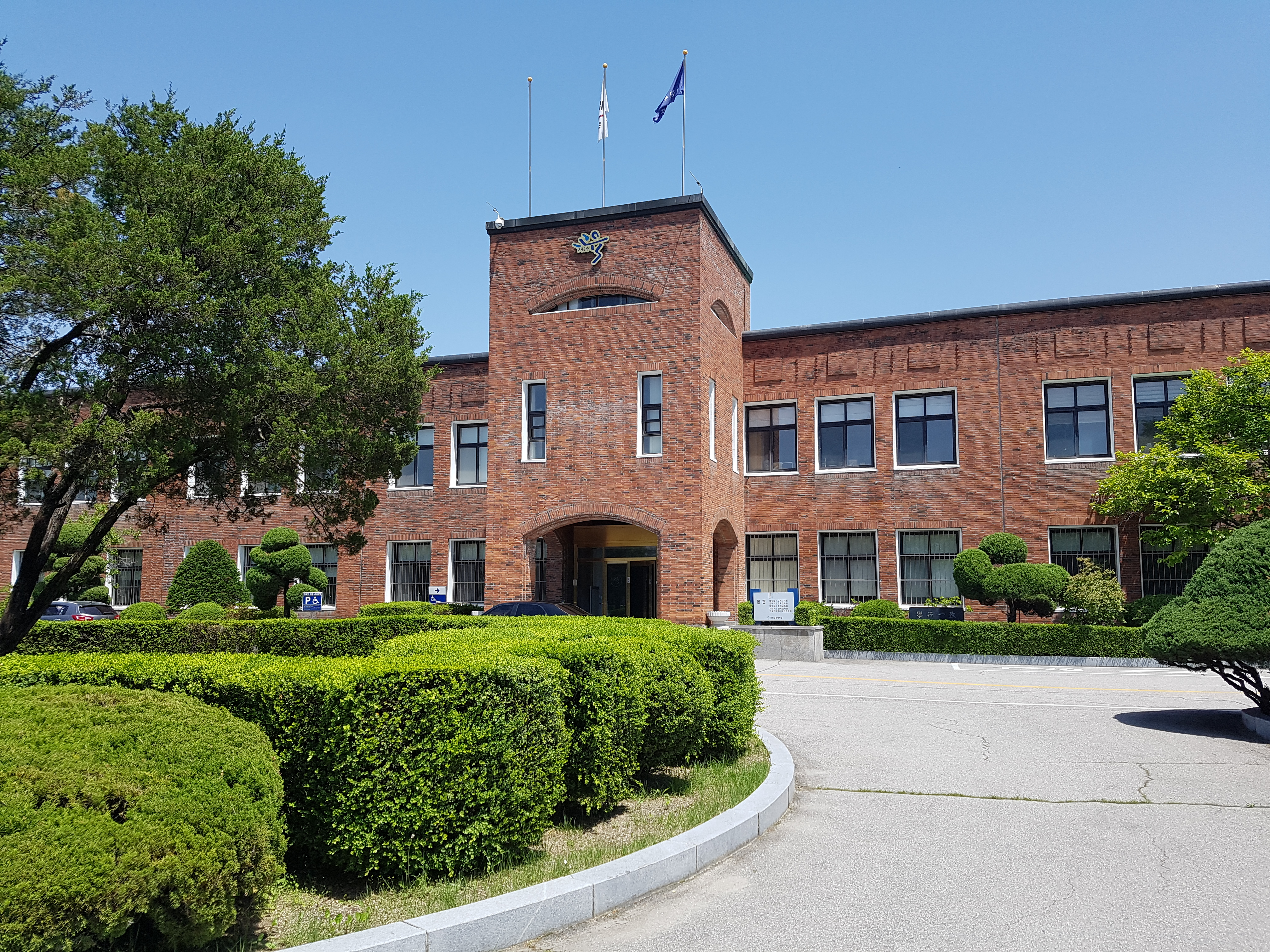
춘천교육대학교
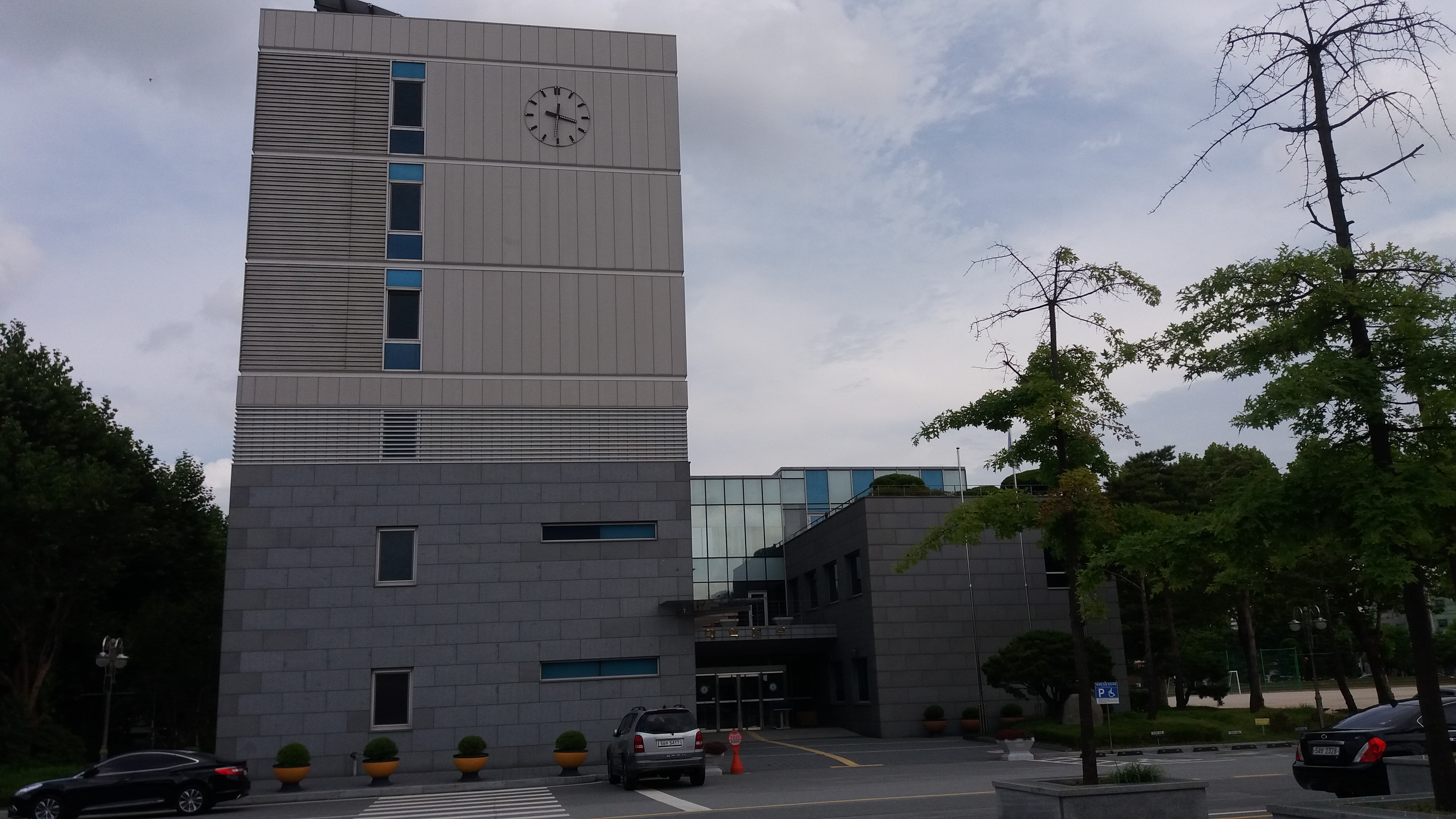
청주교육대학교
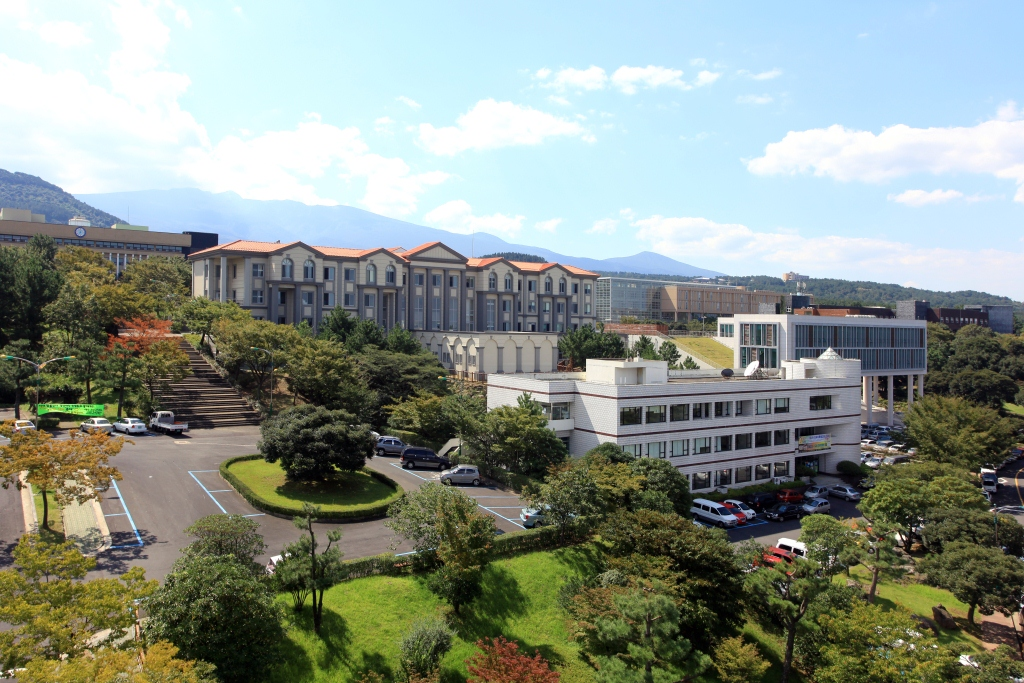
제주대학교
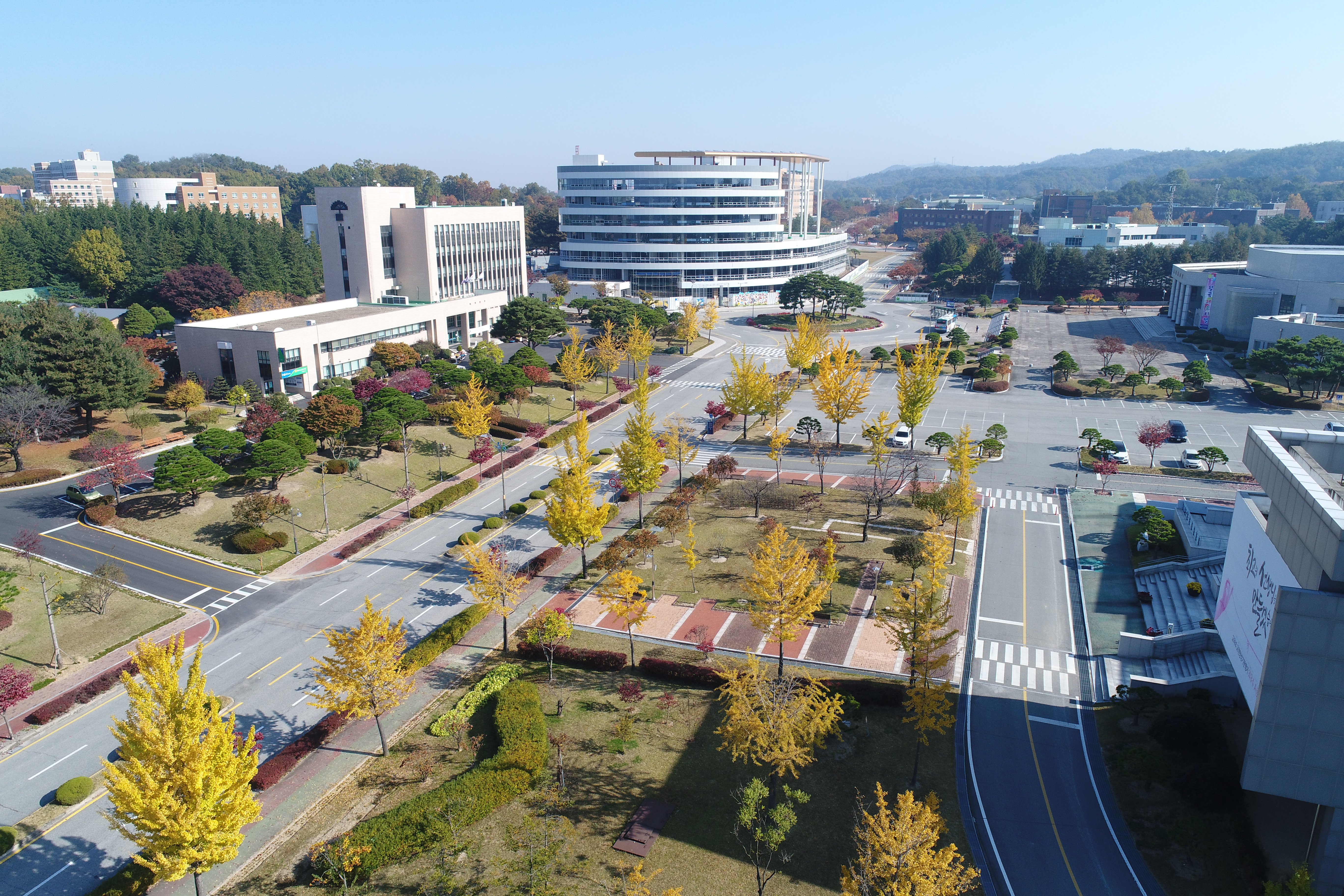
한국교원대학교

## 같이 보기
- 전국국·공립대학교총장협의회
- 거점국립대학교총장협의회
- 국가중심국·공립대학교총장협의회